# Rokopis
Rokopis ima v slovenščini več pomenov. Lahko je ročno napisano besedilo iz dobe pred iznajdbo tiska. V tekstni kritiki pomeni tekst, ki je namenjen založniku ali lektorju v pripravo za tiskanje. Najširši pomen je tekst, napisan z roko. Medijsko specifiko rokopisom dajejo naslednje lastnosti: unikatnost, omejen recepcijski domet, starost, zasebnost in avtentičnost.

## Zgodovina
V 2. stoletju pred štetjem so Grki iznašli pergament. Pergamentne liste so zbrali v snopiče in jih zašili. Pergament, zvezan v kodeks, je postal najbolj razširjena podlaga za pisanje in ko ga je zamenjal papirus, je oblika zvitka tako rekoč odpadla. V primerjavi s papirusovim zvitkom je imel kodeks več prednosti, in sicer možnost pisanja po obeh straneh listov, večjo trajnost in lažjo uporabnost.
Če so želeli besedilo ohraniti, da bi bilo dostopno še prihodnjim generacijam, ga je bilo treba izdelati v čim več izvodih.V antični Grčiji in Rimu je bilo prepisovanje dolžnost sužnjev. V srednjem veku je bila to naloga menihov. Prepisovali so besedila na pergament z ošiljenimi paličkami stilusi, ki so jih namakali v črnilo, in te rokopise so tudi okrasili z risbicami, zato govorimo o iluminiranih rokopisih. Samostan je imel za prepisovanje poseben prostor imenovan skriptorij. Za prepis posameznega dela se je porabilo več mesecev.
Okrog leta 1480 so počasi pričeli rokopisno literaturo izpodrivati prvi tiski, imenovani inkunabule. Na Slovenskem se je doba rokopisov zaključila s 1. slovensko knjigo (Primož Trubar, 1550).

## Knjižnice, ki hranijo rokopise
Rokopisi se navadno poimenujejo po vsebini (evangeliar, psalter, kartular, fevdna knjiga), po naročniku (evangeliar vojvode Ernesta Avstrijskega), po posebnih značilnostih (codex aureus, argenteus) ali po zdajšnjem hranišču (codex Vaticanus, Vienensis). V Sloveniji je ohranjenih več kot 100 srednjeveških iluminiranih rokopisov, večinoma so latinski, nekaj je latinsko-nemških, cirilskih in glagolskih. Največ jih hranijo v NUK-u v Ljubljani (35), Cerkvenem arhivu (12) in kartuziji Pleterje (6), posamezne pa v Nadškofijskem arhivu in Semeniški knjižnici v Ljubljani, v frančiškanskih samostanih v Novem mestu, Piranu in Ljubljani, v župnijskem arhivu v Izoli in Starem trgu blizu Slovenj Gradca ter v Univerzitetni knjižnici v Mariboru.
Vse pomembnejše knjižnice v Sloveniji imajo posebne rokopisne oddelke, v katerih hranijo rokopisno gradivo od srednjeveških kodeksov do korespondence pisateljev in javnih delavcev.

## Starejši rokopisi v slovenščini
- Brižinski spomeniki
- Celovški (Rateški) rokopis
- Stiški rokopis
- Čedadski (Černjejski, Čedajski ali Beneškoslovenski) rokopis
- Starogorski rokopis
- Videmski rokopis
- Škofjeloški rokopis
- Turjaški rokopis
- Prisege mesta Kranj
- Rokopis - načrt za pridigo
- Rokopis št. 71

Veliko slovenskih rokopisov v obdobju protireformacije je bilo uničenih in sežganih, nekaj se jih je pa seveda tudi izgubilo.

## Register rokopisov slovenskega slovstva (RRSS)
Raziskava je pod naslovom Neznani rokopisi slovenskega slovstva 17. in 18. stoletja (NRSS) potekala na Inštitutu za slovensko literaturo in literarne vede ZRC SAZU v sodelovanju z Institutom „Jožef Stefan“ in Univerzo v Novi Gorici v letih 2008–2011 in 2013–2016. Z njim so želeli raziskati rokopise v slovenskem jeziku, ki so nastali v baroku in razsvetljenstvu, vendar so do danes ostali manj znani ali celo neznani.
Glavni rezultat raziskave je bil spletni portal, na katerem so leta 2011 predstavili prvih 100 slovenskih rokopisov s podrobnimi opisi, deloma tudi z digitalnim faksimilom. Portal obsega tudi bibliografski pregled temeljne literature o rokopisih slovenskega slovstva 17. in 18. stoletja.
Po desetletju od prve inačice (2011) so spletni portal temeljito prenovili in ga naslovili Register rokopisov slovenskega slovstva (RRSS). 

## Sodobne oblike rokopisa
Danes rokopis označujemo kot katerikoli ročno napisan dokument v knjižnici ali arhivu, na primer zbirka pisem ali dnevnika.
V založništvu in uredništvu rokopis pomeni kakršnokoli predlogo za razmnoževanje, tudi če ni napisano z roko. V knjižnem, revijalnem in glasbenem založništvu beseda rokopis pomeni originalni izvod dela, ki ga je naredil avtor, ki običajno sledi standardiziranim tipografskim in oblikovalskim pravilom. 
Papir za ročno notni zapis se iz tega razloga imenuje rokopisni papir. Filmski rokopis je scenarij, televizijski rokopis je televizijski scenarij, rokopis za gledališče dramsko delo in rokopis za glasbeno produkcijo radijsko delo.